# ساتيا ساي بابا
ساتيا ساي بابا (ولد راتناكارام ساتيانارايانا راجو؛ 23 نوفمبر 1926 - 24 أبريل 2011) زعيم ديني وغورو وخطيب متكلم هندي. زعم أنه أصبح تناسخ لساي بابا من شيردي في سن 14، وأنه وقتها غادر المنزل قائلا "محبي يتصلون بي، لدي عملي".
نسب إليه المؤمنون به معجزات مثل خلق الـفيبهوتي (الرماد المقدس) وأشياء صغيرة أخرى (الخواتم والقلائد والساعات) والقيامة من الموت وحدة الإدراك، وادعى أنه كان يمتلك القدرة الكلية والعلم اللانهائي. يعتبر محبوه أن هذه دلائل على ألوهيته في حين يرى آخرون أن هذه الأفعال ما هي إلا خفة اليد أو لها تفسيرات أخرى لذا فهي ليست معجزات.
أسس ساي بابا صندوق سري ساتيا ساي المركزي في عام 1972، بهدف "تمكين الأعضاء من القيام بأنشطة خدمية ترفعهم روحيًا". أنشأ من خلال هذه المنظمة شبكة من المستشفيات العامة المجانية والمستشفيات التخصصية والعيادات الطبية المجانية ومشاريع مياه الشرب والمدارس والجامعات والأشرم والقاعات.
يعتبر البعض ساي بابا "مهاغوروس" أي معلم عالمي، بسبب عدد مراكز ساي (أكثر من 2000 مركز في 137 دولة) والأعمال الخيرية من لمستشفيات مجانية ومشاريع مياه الشرب والمكانة الاجتماعية لمتبيعيه (من مشاهير وسياسيين بارزين) والعدد الإجمالي لهم المقدر بين 6 إلى 100 مليون شخص حول العالم.

## حياته

### نشأته
ولد ساتيانارايانا راجو في 23 نوفمبر 1926 لناماجيرياما (إيسواراما) وبيدافينكاما راجو راتناكارام من طبقة بهاتراجو التيلوغوية وهي طبقة موسيقيين دينيين وراقصين، في قرية بوتابارثي برئاسة مدراس في الهند البريطانية (حاليًا أندرا برديش، الهند). ادعت والدته إيسواراما أن حملها به وولادته كان معجزة. وهو الرابع بين إخوته الخمسة. أخوه الأكبر هو راتناكارام سيشاما راجو (1911-1985) وله أختان كبريان فينكاما (1918-1993) وبارفاثاما (1920-1998) وأخوه الأصغر جاناكيرامايا (1931-2003).
ذُكر أن ساتيا في طفولته كان ذكيًا "بشكل غير عادي" وكريمًا ويميل نحو الروحانيات لكنه لم يكن توجهه الأكاديمي. وكان موهوبًا بشكل استثنائي في الموسيقى التعبدية والرقص والمسرح. وكان يُزعم أنه قادر على إيجاد أشياء مثل الطعام والحلويات من العدم.

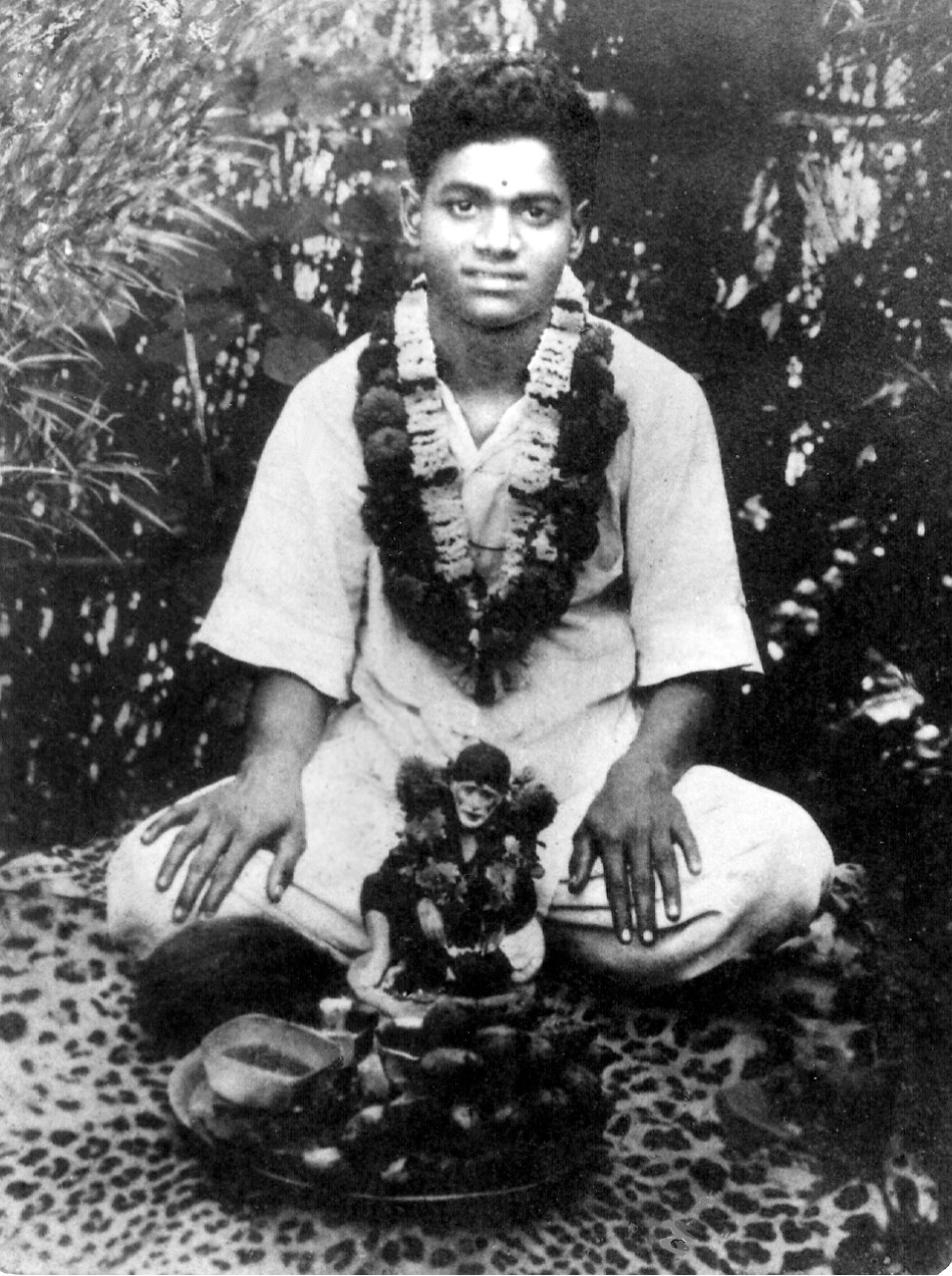
ساتيا في عمر الرابعة عشر بعدما أعلن أنه تناسخ لساي بابا

### الإعلان عن ذاته
تحمل قصص نشاة ساتيا معاني خاصة لأتباعه ويرون فيها برهانًا على إلوهيته. تذكر تلك المصادر أن ساتيا لدغه عقرب في 8 مارس 1940 أثناء إقامته مع أخيه الأكبر سيشاما راجو في أورافاكوندا، وهي بلدة صغيرة قريبة من بوتابارثي. فقد ساتيا الوعي لعدة ساعات وتغير سلكوه في الأيام التالية، يُزعم أنه بدأ بعدها في الفناء باللغة السنسكريتية، وهي لغة يُقال إنه لم يكن يعرفها مسبقًا. خلص الأطباء أن كان يعاني من الهستيريا. أعاده والداه ساتيا إلى منزلهم في بوتابارثي واصطحبوه إلى العديد من الكهنة والأطباء وطاردي الأرواح. أحد مداوي الأرواح في قادري، بلدة قريبة من بوتابارثي، عذبه في محاولة لشفائه، فبعد أن حلق رأسه، نقش ثلاثة صلبان على جمجمته وسكب الحمض على الجروح. طلب والداه منه التوقف عما يفعل في هذه المرحلة.
اتصل ساتيا بأفراد اسرته في 23 مايو 1940 وذكرت التقارير أنه صنع حلوى السكر (براساد) والزهور لهم. غضب والده من رؤية هذا معتقدا أن ابنه مسحور. أخذ عصا وهدد بضربه إذا لم يكشف عن هويته الحقيقية فرد ساتيا الشاب بهدوء وحزم "أنا ساي بابا" يقصد بذلك ساي بابا من شيردي. كانت تلك هي المرة الأولى التي يعلن فيها أنه تناسخ لساي بابا من شيردي - وهو قديس اشتهر في أواخر القرن 19 وأوائل القرن 20 في ولاية مهاراشترا وتوفي قبل ثماني سنوات من ولادة ساتيا. ثم أصبح يعرف باسم "ساتيا ساي بابا".
أخبر ساي بابا والديه بعد عدة أشهر في 20 أكتوبر 1940 أنه "جاء إلى هذا العالم بمهمة لإعادة تأسيس مبدأ البر (دارما)، لتحفيز حب الله وخدمة أخيه الإنسان". قال بمزيد من التفصيل في رسالة (مؤرخة في 25 مايو 1947) إلى شقيقه الأكبر سيشما: "لدي مهمة لتنمية البشرية جمعاء وضمان حياة مليئة بالنعيم لهم جميعا. لدي نذر أن أقود كل من يبتعد عن الطريق المستقيم مرة أخرى إلى الخير وأخلصهم ... لإزالة معاناة الفقراء ومنحهم ما ينقصهم". يقول: "أنا لا أنتمي إلى أي مكان. أنا لست مرتبطا بأي شىء. لا أؤمن ب "لي" أو "لك".

### السكتة الدماغية
زُعم أن ساي بابا أصيب بسكتة دماغية وأربع نوبات قلبية حادة في عام 1963 شل عن إثرها جانب واحد من جسده، وزعم أنه أيضا شفى نفسه أمام آلاف الأشخاص الذين اجتمعوا في براشانتي نيلايام للصلاة لكي يشفى. أعلن ساي بابا بعد تعافيه: "أنا شيفا شاكتي، تجسد شيفا في ساي بابا من شيردي الذي هو من نسله. تجسد شيفا وشاكتي في أنا وأنا من نسلهما. سيتجسد ساكثي وحده في ساي الثالث (بريما ساي بابا) الذي هو من نسله في منطقة مانديا بولاية كرناتكا". وذكر أنه سيولد مرة أخرى بعد ثماني سنوات من وفاته عندما يبلغ من العمر 96 عامًا، لكنه توفي عن عمر يناهز 84 عامًا.

### المرض والموت
كُسر ورك ساي بابا في عام 2003 بعد أن انزلق طالب كان يقف على كرسي حديدي فسقط الصبي والكرسي عليه. ممن بعدما قلل ظهوره للعامة تدريجيا وجلس على كرسي متحرك.
نُقل ساي بابا إلى مستشفى سري ساتيا ساي التخصصي في بوتابارثي في 28 مارس 2011 بسبب شكوته من الدوخة وبطء ضربات القلب. تحسنت حالته في البداية، وذكر في 4 أبريل بأن معظم مؤشراته الحيوية عادت إلى طبيعتها، لكنه عانى من فشل في الأعضاء على مدى الأسابيع التالية وواستمر تدهور حالته. وتوفي في الساعة 7:40 صباح يوم الأحد 24 أبريل بالتوقيت المحلي للهند، عن عمر ناهز 84 عامًا.
كان ساي بابا قد تنبأ بأنه سيعيش 96 عامًا وأنه سيكون بصحة جيدة حتى ذلك الحين. زعم متبعوه بعد وفاته أنه حسب عمره بالسنوات القمرية مثل الهندوس التيلوغو وليس السنوات الشمسية، وأنه كان يستخدم الطريقة الهندية في حساب العمر التي تزيد سنة من عمر الشخص. ودار بين متبعيه الحديث عن موعد ميلاده أو تناسخه الثاني.

### الجنازة والحداد
دفن ساتيا ساي بابا في 27 أبريل 2011. حضر دفنه ما يقدر بنحو 500,000، منهم قادة سياسيين وشخصيات بارزة مثل رئيس الوزراء الهندي آنذاك مانموهان سينغ ورئيس المؤتمر سونيا غاندي ورئيس وزراء ولاية كجرات ناريندرا مودي (الذي أصبح فيما بعد رئيس وزراء الهند) ولاعب الكريكيت ساشين تندولكار ووزراء الاتحاد إس إم كريشنا وأمبيكا سوني.
من بين القادة السياسيين الذين قدموا تعازيهم رئيس الوزراء الهندي آنذاك مانموهان سينغ ثم رئيس الوزراء النيبالي جهالاناث خانال والرئيس السريلانكي ماهيندا راجاباكشا. أعرب الدالاي لاما عن صدمته لوفاة ساتيا ساي بابا.
أعلنت حكومة كرناتكا يومي 25 و26 أبريل يوم حداد. أعلنت حكومة ولاية أندرا برديش (حيث يقع براسانثي نيلايام) فترة حداد رسمية لمدة أربعة أيام وقررت تكريم ساي بابا بجنازة رسمية.

## الآراء

### الانتقادات
اتهم ساتيا ساي بابا على مر السنين بخفة اليد والاعتداء الجنسي وغسل الأموال والاحتيال في تنفيذ مشاريع خدمية والقتل. ذكر مهير بابا في 1963 أن ساتيا ساي بابا بأنه "تانترا" ويستخدم قوى التانترا لإظهار ما يُسمى بـ"المعجزات". كان أبراهام كوفور أول من انتقد ساتيا ساي بابا علنيا في عام 1972 عندما أثبت كذب ادعاء أحد معجبيه وهو أن ساي بابا خلق نموذج جديد من ساعة سيكو قبل أن تصدره الشركة.
أسس هوسور ناراسيمهايا، عالم الفيزياء والعقلاني ونائب رئيس جامعة بنغالور، لجنة للتحقيق العقلاني والعلمي في المعجزات والخرافات القابلة للتحقق في أبريل 1976. كتب ناراسيمهايا ثلاث رسائل إلى ساي بابا وتحده أن يظهر معجزاته تحت ظروف مراقبة جيدة لكنه تجاهل الرسائل. ذكر ساتيا ساي بابا أنه تجاهل تحدي ناراسيمهايا لأنه اعتبر النهج العلمي غير مناسب للقضايا الروحية، مشيرًا إلى أن العلم ينبغي أن يقتصر على ما يمكن للحواس البشرية إدراكه، بينما تتعدى الروحانية هذه الحواس. وثال أن فهم طبيعة القوة الروحية لا يمكن إلا عبر الروحانية وليس العلم، وأن ما كشفه العلم هو جزء يسير من الظواهر الكونية. حُل لجنة ناراسيمهايا في أغسطس 1977، واعتبر ناراسيمهايا أن تجاهل ساي بابا لرسائله دليل على أنه يزور معجزاته. أثارت هذه الواقعة نقاشًا عامًا استمر لأشهر في الصحف الهندية.
حاول العقلاني الهندي باسافا بريماناند، الذي شرع في حملته ضد ساتيا ساي بابا في عام 1976، مقاضاته في عام 1986 بتهمة انتهاك قانون مراقبة الذهب مدعيًا أن ساي بابا كان "يخلق قلادات ذهبية من العدم دون تصريح من مسؤول مراقبة الذهب". قال بريماناند عندما رُفضت الدعوى أن القدرات الروحية المدعاة لا تشكل دفاعًا مقبولًا قانونيًا.
أعدت وكالة المخابرات المركزية في بداية التسعينات تقريرًا سريًا يذكر أن حركة ساي بابا "من المحتمل أن تصبح في النهاية دين عالمي جديد". وخلص العميل الذي أعد التقرير إلى أن "هناك احتمالًا دائمًا بأن تنهار الحركة إذا أثبت بشكل قاطع أن ساي بابا محتال".
أنتج المخرج روبرت إيغل فيلم "جورو باسترز" في عام 1995 للقناة الرابعة البريطانية أن ساي بابا يزور معجراته. ذُكر مقطع من الفيلم في ديكان كرونيكل في عنوان الصفحة الأولى "شريط دي دي يكشف بابا ماجيك".
ناقش الصحفي البريطاني ميك براون في كتابه "السائح الروحي" الصادر عام 1998 ادعاءات ساي بابا بأنه أحيا الأمريكي والتر كوان في عام 1971، ونافش الموضوع أيضًا إرليندور هارالدسون الذي أجرى مقابلات مع الأطباء الذين عالجوا كوان في المستشفى. أكد هؤلاء الأطباء أن حالة كوان الصحية كانت حرجة لكنه لم يتوفى.
أما ادعاءات ساي بابا بالعلم اللامتناهي ذكر براون أن المتشككين قدموا دلائل تكشف التناقضات بين تفسيرات بابا للأحداث التاريخية والنبوءات الكتابية والسرديات الموثوقة. ذكرت صحيفة فانكوفر صن في عام 2001 أن ساي بابا حث أتباعه بعدم استخدام الإنترنت وحثهم على استخدام "الشبكة الداخلية".
قامت الشركة الوطنية الدانمركية للبث التلفزيوني والإذاعي راديو الدنمارك بإنتاج فيلم وثائقي بعنوان "أغوى باي بابا" في يناير 2002 واقترح في الفيلم أن معجرات ساتيا بابا ربما تكون خفة يد، شمل الفيلم مقابلات مع آلايا رام المتبع السابق لساتيا ساي بابا الذي ادعى أنه أساء معاملته. ناقش برلمان المملكة المتحدة في عام 2002 المخاطر المحتملة على الأطفال الذكور من العائلات البريطانية الراغبة في زيارة أشرم ساتيا ساي بابا.
أنتجت هيئة الإذاعة البريطانية فيلمًا وثائقيًا بعنوان "The Secret Swami" ضمن سلسلتها "كشف العالم" في عام 2004، تناول الفلم مزاعم الاعتداء الجنسي التي وجهها آلايا رام لساتيا ساي بابا. أجرى الفيلم مقابلة مع مارك روش الذي قضى 25 عامًا في الحركة منذ عام 1969 وادعى أيضا أن ساي بابا. أساء معاملته. تضمن الفيلم أيضًا مزاعم الناقد باسافا بريماناند حول أن ساي بابا كان يزيف معجزاته.

### الردود
نفى ساتيا ساي بابا جميع الادعاءات بسوء السلوك. شبه نفسه حالته بيسوع المسيح ويهوذا الإسخريوطي في خطاب له في ديسمبر 2000 فقال: "كان هناك يهوذا واحد في تلك الأيام، أما اليوم فهناك الآلاف". ذكر أن الغيرة والكراهية والخوف دفعت العديد من المصلين للإدلاء بشهادات ضده مقابل المال. دافع أتباعه عنه وأكدوا أنه نزيه منهم بيل أيتكين وأنيل كومار المدير السابق لمعهد ساتيا ساي التعليمي.
قال الدكتور جونار أوتيس أستاذ علم النفس أنه صور هالة ساي بابا بالتصوير الفوتوغرافي لهالة كيرليان فأظهرت الصور هالة ضخمة من الضوء الذهبي تحيط بجسم ساي بابا وتمتد لعدة أقدام وتحيط أحياناً بالمصلين. أظهرت صورة بحسب زعمه التُقطت أثناء أدائهم لدارشان عندما سكن ساي بابا لفترة طويلة هالة تنتشر خارج المعبد بأكمله.
عبر رئيس الوزراء أتال بيهاري فاجبايي ورئيسا القضاة بي إن باغواتي ورانجاناث ميسرا وأعضاء البرلمان ونجمة هبة الله عن "ألمهم العميق وقلقهم بسبب الادعاءات القاسية والمتهورة والمزيفة" ضد ساتيا ساي بابا، ووصفوه بأنه "تجسيد للحب والخدمة الإنسانية المتفانية" في رسالة مفتوحة في ديسمبر 2001.
ذكر الكاتب بول ويليام روبرتس في مقال نُشر في عام 2015 أن ساي بابا "يشع بالتأكيد حباً ويقوم بأعمال استثنائية تتحدى التفسير، وبغض النظر عما يُقال عنه، لم يكن لدي أي سبب للشك في ما يقوله".

## روابط خارجية
- ساتيا ساي بابا على موقع IMDb (الإنجليزية)
- ساتيا ساي بابا على موقع ميوزك برينز (الإنجليزية)
- ساتيا ساي بابا على موقع إن إن دي بي (الإنجليزية)
- ساتيا ساي بابا على موقع ديسكوغز (الإنجليزية)